# Leucocarbo

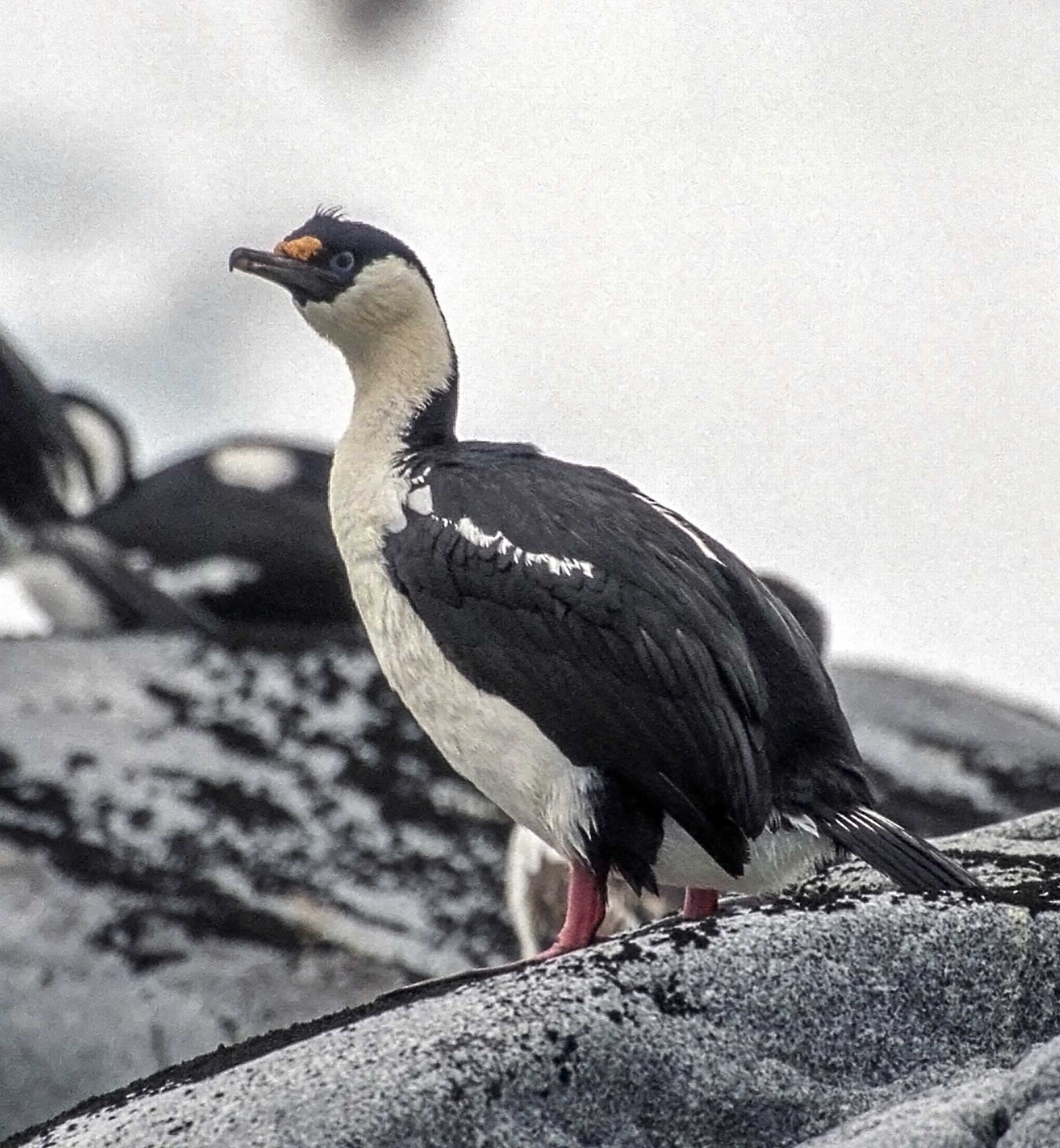
Cormorán antártico (Leucocarbo bransfieldensis).

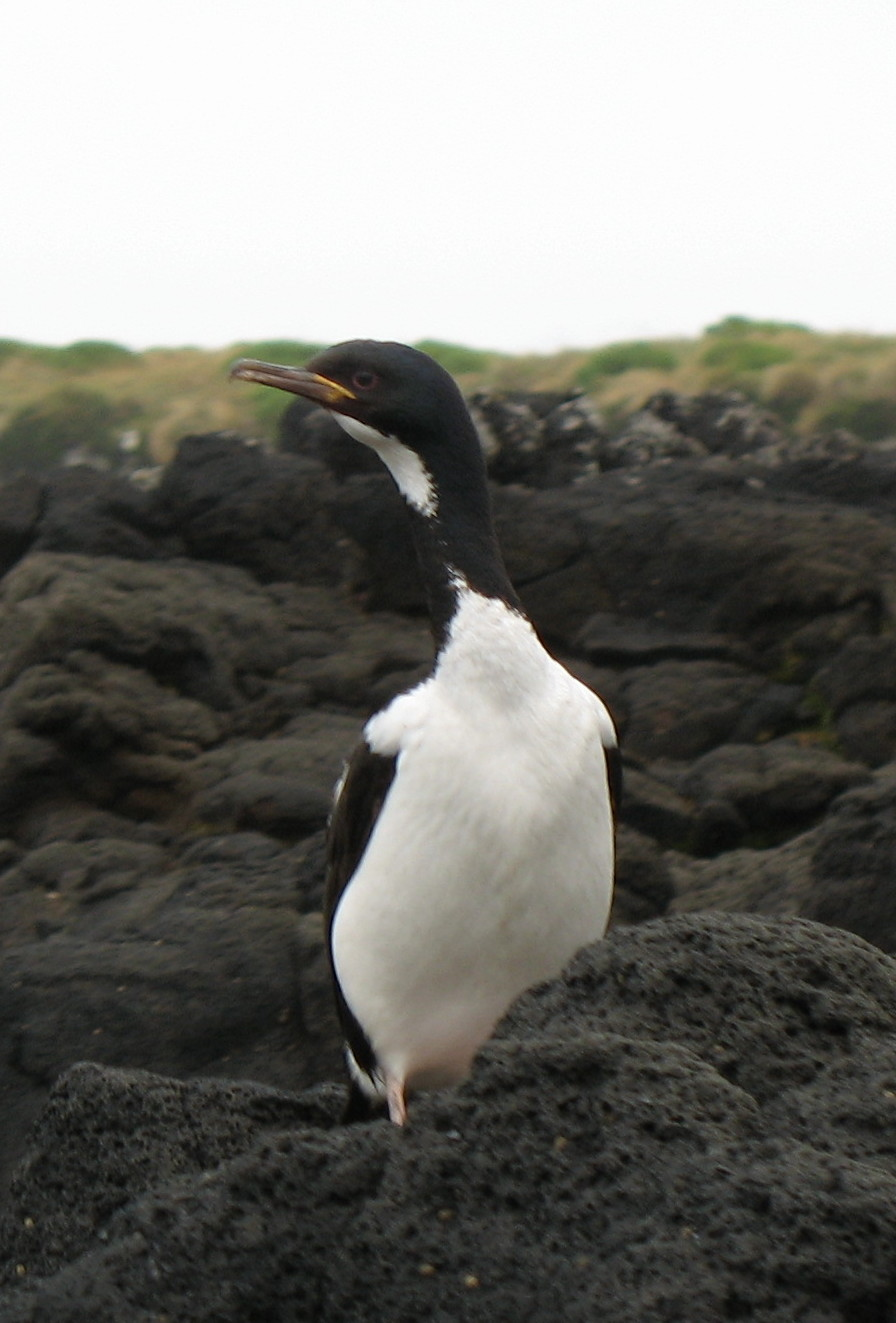
Cormorán de la Campbell (Leucocarbo campbelli).

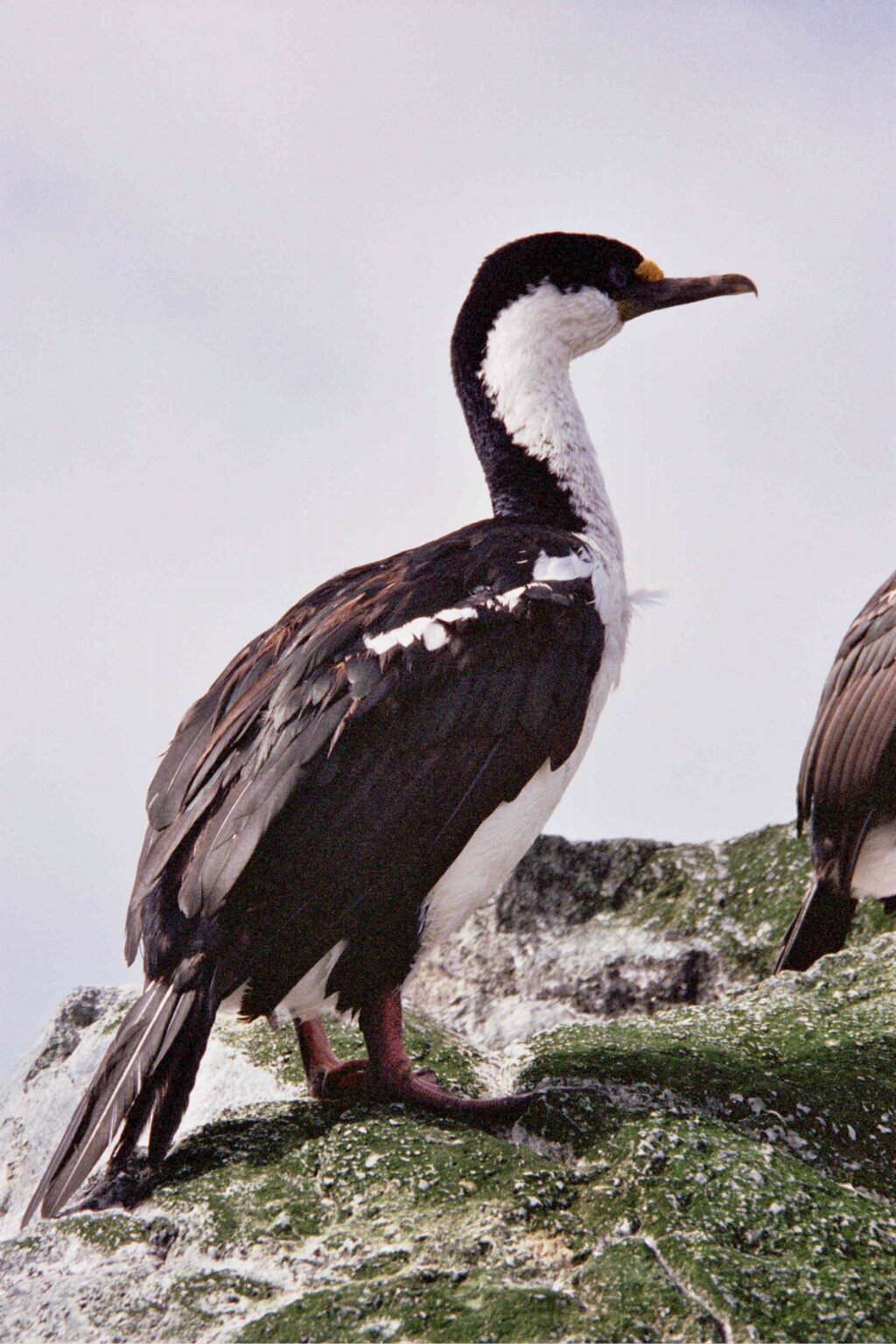
Cormorán de la Macquarie (Leucocarbo purpurascens).

Leucocarbo es un género de aves suliformes perteneciente a la familia Phalacrocoracidae. Sus especies son conocidas comúnmente como cormoranes de ojos azules. Junto a los géneros Phalacrocorax y Microcarbo conforma la familia Phalacrocoracidae. Son aves acuáticas que capturan peces zambulléndose bajo el agua. 
El nombre del género procede de la combinación del término griego leukos «blanco» y carbo, el nombre científico del cormorán grande, en referencia a las manchas blancas que presentan muchos de sus miembros.

## Distribución
Habitan aguas frías a templadas del hemisferio sur, en la Patagonia, y la costa del océano Pacífico de América del Sur, en la Antártida, Nueva Zelanda, e islas subantárticas. Muchos de sus taxones son endémicos de islas remotas.  

## Características
Todas sus especies tienen un anillo periocular azul, púrpura, o rojo, aunque siempre el iris es azul. Otras características compartidas son las partes inferiores blancas y las patas de color rosa.
A diferencia de la mayoría de las aves acuáticas, sus plumas no son completamente impermeables, por lo que al mojarse, éstas le hacen aumentar de peso, lo que les permite hundirse más y bucear con facilidad. Una vez en tierra, extienden las alas para secarlas. Además, regulan el volumen de sus sacos aéreos.

## Costumbres
Se alimentan principalmente de peces que capturan bajo el agua. Se impulsan principalmente con las patas y pueden zambullirse durante más de un minuto, alcanzando una profundidad de unos 10 m. Habitan en aguas marinas cercanas a las costas. Asimismo, ciertas especies presentan también algunas poblaciones totalmente lacustres, las cuales no tienen contacto con el mar. Nidifican en colonias.  

## Taxonomía
Según la clasificación del Congreso ornitológico internacional el género Leucocarbo contiene 15 especies:
- Leucocarbo bougainvillii –  Cormorán guanay;
- Leucocarbo atriceps –  Cormorán imperial;
- Leucocarbo georgianus –  Cormorán geórgico;
- Leucocarbo bransfieldensis –  Cormorán antártico;
- Leucocarbo nivalis –  Cormorán de la Heard;
- Leucocarbo melanogenis –  Cormorán de las Crozet;
- Leucocarbo purpurascens – Cormorán de la Macquarie;
- Leucocarbo verrucosus – Cormorán de las Kerguelen;
- Leucocarbo carunculatus – Cormorán carunculado;
- Leucocarbo chalconotus – Cormorán de Otago;
- Leucocarbo stewarti – Cormorán de la Stewart;
- Leucocarbo onslowi – Cormorán de las Chatham;
- Leucocarbo campbelli – Cormorán de la Campbell;
- Leucocarbo colensoi – Cormorán de las Auckland;
- Leucocarbo ranfurlyi –  Cormorán de las Bounty.